# کورین می بوتز
کورین می بوتز (زاده ۱۹۷۷) هنرمند بصری و استاد آمریکایی است که فعالیت‌هایش شامل عکاسی، نویسندگی و فیلم‌سازی می‌شود. آثار او که بر فضا، جنسیت و بدن تمرکز دارند، شامل مطالعات مقبره‌های مرگ‌های غیرقابل توضیح (انتشارات موناکلی، ۲۰۰۴)، خانه‌های تسخیر شده (انتشارات رندوم هاوس/موناکلی، ۲۰۱۰)، و مستندهای کوتاه برنده جایزه سبک بیمارستانی (۲۰۱۶) و کارخانه شیر (۲۰۲۱) می‌شود. پنلوپه گرین در یک مقاله برای نیویورک تایمز نوشت، «آثار عکاسی بوتز مانند یک دی‌اس‌ام از زندگی معاصر آمریکایی و تاریک‌ترین جنبه‌های خانگی به نظر می‌رسد.»

## زندگی اولیه و تحصیلات
بوتز در ریدج‌وود، نیوجرسی به دنیا آمد. زمانی که بوتز در دوران پیش‌دبیرستان در گلن راک، نیوجرسی بود، او و دو خواهرش در یک بخش از برنامه گود مورنینگ آمریکا به عنوان «مثال بد» در داستانی در مورد اتاق‌های نامرتب بچه‌ها ظاهر شدند. او در سال ۱۹۹۵ از دبیرستان گِلن راک فارغ‌التحصیل شد. بوتز مدرک لیسانس هنرهای زیبا را از مؤسسه هنر دانشگاه مریلند و فوق‌لیسانس هنرهای زیبا (MFA) را از مدرسه تحصیلات تکمیلی هنرهای میلٹن ایوری، کالج بارد دریافت کرد. برای پروژه پایان‌نامه خود در بارد در سال ۲۰۰۶، او خانه‌ها و دارایی‌های افراد مبتلا به آگورافوبیا را عکاسی و ثبت کرد.

## حرفه
بوتز در کاتسکیل، نیویورک مستقر است. او دریافت‌کننده چندین اقامت هنری است و از بنیاد هنرهای نیویورک و بنیاد جروم کمک‌هزینه دریافت کرده است. بوتز در هیئت علمی مرکز بین‌المللی عکاسی و دانشگاه جان جی عدالت کیفری، دانشگاه شهری نیویورک تدریس می‌کند.

## انتشارات
مطالعات مقبره‌های مرگ‌های غیرقابل توضیح (انتشارات موناکلی، ۲۰۰۴). این کتاب شامل عکاسی و نثر درباره دیوراماهای صحنه جرم است که توسط جرم‌شناس آماتور و وارث فرانسیس گلسنر لی ایجاد شده است. لوسی سانت درباره کتاب نوشت: «دیوراماهای مقبره‌ای جذاب، کمی نگران‌کننده و به طرز جالبی عجیب هستند—هیچ‌وقت به نظر نمی‌رسید که کلمات 'جنایی' و 'زیبا' در یک جمله استفاده شوند. کورین می بوتز کار بزرگی در نمایش این آثار به عموم مردم و عکاسی از آن‌ها با چنین واقع‌گرایی افراطی انجام داده است.»
خانه‌های تسخیر شده (انتشارات موناکلی، ۲۰۱۰). این کتاب مجموعه‌ای از عکاسی‌های با فرمت بزرگ و روایت‌های شفاهی از هشتاد خانه‌ای است که ادعا می‌شود تسخیر شده‌اند. این سری از عکاسی‌ها با الهام از عکس‌های روحی اوایل قرن و داستان‌های ارواح ویکتوریایی نوشته‌شده توسط زنان به‌عنوان راهی برای بیان نارضایتی‌های خانگی شکل گرفت. با ارائه تصاویری از فضاهای خالی، بوتز به بینندگان این امکان را می‌دهد که نادیدنی‌ها را تصور کنند.

## آثار ویدئویی
سبک بیمارستانی (۲۰۱۶) بر شبیه‌سازی‌های بیمار استاندارد واقعی تمرکز دارد تا جنبه اجرایی ملاقات‌های پزشک-بیمار و مسائلی مانند همدلی را بررسی کند. این فیلم شامل عصب‌شناس و نویسنده آلیس فلاهرتی است که نقش او از بیمار استاندارد به بیمار واقعی و سپس پزشک تغییر می‌کند. این فیلم جایزه هیئت داوران بهترین فیلم کوتاه را در سال ۲۰۱۶ برنده شد.
کارخانه شیر (۲۰۲۱)، یک پروژه عکاسی و ویدئویی است که به بررسی کار و زحمت‌های مرتبط با مراقبت از نوزادان می‌پردازد. این ویدئو عمدتاً در اتاق شیردهی دوحزبی در مجلس نمایندگان ایالات متحده فیلمبرداری شده است، همان‌جایی که قوانین مربوط به سیاست‌های والدینی و حقوق تولیدمثل تصویب می‌شود. این پروژه در دوران پاندمی کرونا منتشر شد، زمانی که کمبود حمایت از مادران شاغل بحران جهانی به وجود آورد. این پروژه برنده جایزه اول در مسابقات سالانه عکس‌های سال بین‌المللی در دسته زندگی روزمره مستند شد.